# Буртяк, Сергей Витальевич
Сергей Витальевич Буртя́к (род. 1 июля 1966, Одесса, СССР) — русский писатель, поэт, сценарист, актёр, режиссёр, телеведущий, креативный продюсер. Лауреат Всероссийского конкурса «Книга года» в номинации «Дебют» (2002) за роман «Кот».

## Биография
Родился 1 июля 1966 года в Одессе, во время отпуска родителей, в семье Виталия Ивановича Буртяка (род. в Одесской области) — капитана дальнего плавания и Нины Сергеевны Черновой (род. в Тверской области) — работала директором книжного магазина в Мурманске.
Первые 12 лет жизни Буртяк провёл с семьёй на Кольском полуострове в Мурманске.
В 1978 году семья переехала в Одессу. После окончания школы в 1983 году, будущий писатель учился в мореходном училище, работал сушильщиком водорослей, служил в армии в ансамбле песни и пляски.
После армии, в 1986 году Буртяк работал на Одесской киностудии в съёмочной группе кинофильма Станислава Говорухина «Десять негритят».
В том же году Буртяк был утверждён на одну из главных ролей в к/ф режиссёра Игоря Минаева «Холодный март». Впоследствии фильм был представлен на Международном кинофестивале в Каннах.
В 1987 году Буртяк поступил в Ярославский государственный театральный институт на актёрский факультет. Играл центральные роли в дипломных спектаклях «Самоубийца» Николая Эрдмана, «Всё в саду» Эдварда Олби, «Лестничная клетка» и «Квартира Коломбины» Людмилы Петрушевской. По окончании института в 1991 году путешествовал по Европе в составе музыкальной группы.
Вернувшись в Одессу, с 1992 по 1994 год Буртяк работал ассистентом режиссёра по актёрам на кинокартине Михаила Каца «Хромые внидут первыми», а затем — вторым режиссёром и креативным продюсером на к/ф «Второй» Сергея Рахманина. Снялся в этих фильмах в эпизодических ролях.

### Деятельность в Москве
В 1994 году, после развала СССР, Буртяк переехал в Москву, где стал заниматься журналистикой и сценарным творчеством. По его сценариям снято несколько десятков рекламных роликов известных компаний. Писал книжные и кинообзоры в московских газетах и журналах. В 1996 году был принят в Союз журналистов России.
С 1997 года начал работать на телевидении в качестве сценариста, сорежиссёра, соведущего телевизионных программ и актёра озвучивания. Голосом Буртяка озвучено более сотни рекламных роликов, телевизионных сюжетов и программ, художественных фильмов («Кино+ТВ», «Большое автомобильное путешествие», «Гонки на выживание», «Дорогами русского дома», «Пятый элемент», «Дом 7 подъезд 4» и др.)
В 1998 году Буртяк поступил в Литературный институт им. Горького в мастерскую прозы Анатолия Приставкина. В том же году был принят в Союз писателей Москвы и стал публиковать рассказы и повести в литературном журнале Союза писателей Москвы «Кольцо А».
В 2000 году Буртяк получил премию Союза писателей Москвы в номинации «Лучшая прозаическая публикация».
В том же году Буртяк получил приглашение возглавить редакцию глянцевого журнала об автомобильных путешествиях «Путь и водитель» и проработал главным редактором до 2005 года. В журнале публиковались не только статьи о путешествиях и обзоры автомобилей, но и интервью со многими известными людьми: Василием Ливановым, Леонидом Ярмольником, певицей Глюкозой, Гариком Сукачёвым, Алексеем Лысенковым, Владиславом Галкиным и другими.
После закрытия журнала Буртяк вернулся к сценарной и литературной работе. Сотрудничал с такими известными проектами как р/с «Дом 7, подъезд 4» (Би-би-си), т/с «Клуб» (MTV Россия) и другими. Буртяком написаны сценарии нескольких десятков игровых и документальных мини-сериалов.

### Литературное признание
В 2001 году, по итогам семинара молодых писателей в Переделкино Союзом писателей Москвы была издана первая книга прозы Буртяка, сборник «Этология» в которую вошли повести «Эхолот» и «Сказки тесного мира». Редактором книги выступила Римма Казакова, а послесловие написал известный литературовед и эссеист Лев Аннинский.
В 2002 году в издательстве «Вагриус» вышла вторая книга Буртяка, плуто-авантюрный роман «Кот». Редактором книги стал известный писатель-фантаст и переводчик Виталий Бабенко. Ещё до выхода книги текст романа был опубликован в знаменитой тогда Библиотеке Мошкова (lib.ru). Главу из романа опубликовал журнал Penthouse (номер июль-август 2002).
В том же году Буртяк получил за роман «Кот» премию Всероссийского конкурса «Книга года» в номинации «Дебют», обойдя писателей Андрея Геласимова и Николая Якушева. Буртяк посвятил роман своему коту по имени Пушкин. Некоторые критики восприняли фразу в книге «Посвящается Пушкину» как нахальство автора. Получая бронзовую статуэтку на сцене концертного зала «Россия», Буртяк произнёс фразу: «Пушок, мы это сделали!».

## Творчество
Первую книгу «Этология» Буртяк собирался издавать под псевдонимом Сергей Гарин, но впоследствии передумал. Однако в рецензии известного литературоведа Льва Аннинского («Быть. Не быть»), опубликованной в журнале «Дружба народов» (№ 4, 2001), сохранился этот псевдоним. В этой статье Аннинский пишет:

«…в Сергее Гарине, при всех его отлётах в параллельное бытие, дремлет матёрый реалист. И прежде, чем обернуться рыбами, птицами, земноводными и пресмыкающимися, его герои успевают побывать в обстоятельствах сугубо человеческих и весьма реальных. Может статься, это двоение духа, упёртого в ужас наличного (слишком наличного!) бытия и грезящего о бытии, как сказал бы Пушкин, заочном, — и есть главная черта сознания, обретающего себя в слове на пороге третьего тысячелетия?»
— Л. Аннинский. Быть. Не быть, 2001. —
Роман Буртяка «Кот» стал первым в литературной волне «кошачьей» тематики в российском книгоиздательском процессе. Кроме того, он стал одним из первых опытов постмодернистского переосмысления классических текстов «на новый лад». Об этом в рецензии на книгу писал известный московский критик Андрей Немзер. «Странно не то, что прежде неведомый прозаик Сергей Буртяк сделал кота главным героем (и подставным автором) „плуто-авантюрного“ романа „Кот“ (М., „Вагриус“), а то, что случилось это так поздно». Эта рецензия А.Немзера впоследствии вошла в его книгу «Замечательное десятилетие русской литературы» (издательство Захаров, 2003).
В 2003 году Всероссийское общество слепых издало роман в аудиоверсии.
С 2005 года Буртяк занимается исключительно литературным и сценарным творчеством.
С 2016 года пишет и публикует стихи.
В апреле 2020 года Сергей Буртяк вошёл в шорт-лист Литературного фестиваля-конкурса «Русский Гофман» в номинации «Поэзия».
5 сентября 2020 года в литературно-культурологическом журнале «Комментарии», в № 34/35, посвященном Театру, были впервые опубликованы три главы из нового романа Буртяка «Книга живых», имеющего подзаголовок «симфороман-эссериал» и подписанные псевдонимом Егор Мельников. В коротком предисловии к публикации Буртяк написал: «На «сцене» легендарного журнала «Комментарии» я официально передаю Егору Мельникову весь свой литературный багаж: прошлые и будущие книги, гордое звание ученика Льва Аннинского, литературные премии и прочее, прочее, прочее. Пусть дальше всё это несёт он».
Редакция журнала прокомментировала данную публикацию так:

 «Не знакомая лично ни с Егором Мельниковым, ни с Сергеем Буртяком, Редакция может только гадать об их «перекрёстных» литературных взаимоотношениях. То ли это два реальных человека, то ли один из них вымысел другого. Если так, то который из двух? Конспиролог способен даже предположить, что оба они вымысел кого-то третьего. Предоставим гадать и читателю».
— Журнал Комментарии. Редакция журнала. —
Журнал «Комментарии» известен в том числе и склонностью к литературным розыгрышам и мистификациям. Поэтому, существует ли на самом деле роман «Книга живых» и если существует, кто его на самом деле написал — пока неизвестно. 

### Фильмография
Актёр
1987 — Холодный март (роль Стаса)
1991 — Хромые внидут первыми (эпизод с цыганами)
1994 — Второй (эпизод под псевдонимом Сергей Травников)
2007 — Кулагин и партнёры (роль школьного учителя)
Сценарист
1996—2006 — Диалог со всем миром (документальный цикл)
1997 — Криминальные войны РУОП (документально-постановочный фильм)
1998—2005 — Дом 7, подъезд 4 (радиосериал)
1998—1999 — Большое автомобильное путешествие (телепрограмма, ТРВК «Московия»)
1999—2000 — Дорогами Русского дома (телепрограмма, Продюсерский центр Ивана Шакурова по заказу ТРВК «Московия»)
2006 — Экспедиция: полезные советы (т/программа по заказу компании «Экспедиция»)
2007— Клуб (сериал, MTV)
2007 — Чартер (мини-сериал, Первый канал)
2009 — Воротилы (сериал, Первый канал)
2010 — Жестокая любовь (мини-сериал, НТВ)
2010 — Твардовский. Один в поле воин (документальный, Первый канал)
2011 — Девичья охота (сериал, Первый канал)
2012 — Кто, если не я (сериал, канал «Домашний»)
2013 — Коммунальный детектив (мини-сериал, Россия-1)
2014 — Перелётные пташки (мини-сериал, канал «Домашний»)
2014 — Лесник-3 (сериал, НТВ)
2014 — Золотая невеста (мини-сериал, Россия-1)
2021 — Случайный кадр (сериал, НТВ)

## Звания и премии
1996 — Член Союза журналистов России
1998 — Член Союза писателей Москвы
2001 — Премия литературного журнала «Кольцо А» Союза писателей Москвы в номинации «Лучшая прозаическая публикация».
2002 — Премия Всероссийского литературного конкурса «Книга года 2002» в номинации «Дебют» за роман «Кот»

## Отзывы
Роман «Кот» получил широкий резонанс в российской прессе. Рецензии и отзывы на книгу опубликовали газеты «Аргументы и факты», «Московский комсомолец», «НГ Exlibris» («Независимая газета»), «Время МН», «Книжное обозрение», «Известия» и др., журналы «Новое литературное обозрение», «Дружба народов», «Если», «Знамя» и др.

## Избранные публикации
- Строева К. Мэйнстрим или не мэйнстрим // НЛО : журнал. — 2003. — № 63.
- Бугославская О. В гостях у сказки // Знамя : журнал. — 2003. — № 4.
- Березин В. С котами - нельзя? Сюда - можно! // Независимая газета : газета. — 2002. — 29 августа.
- Аннинский Л. Быть. Не быть // Дружба народов : журнал. — 2001. — № 4.